# Пјетро Бембо
Пјетро Бембо (итал. Pietro Bembo), (рођен 20. маја, 1470, Венеција – умро 18. јануара, 1547, Рим), је био ренесансни пјесник, писац,  кардинал и ерудита. Написао једну од најранијих граматика италијанског језика и помогао успостављању и ширењу књижевног језика.
Поријеклом из племићке породице, Бемба је углавном учио његов отац, угледни грађанин Венеције. Године 1513, Бембо је постао секретар Папе Лава X у Риму. Након Лавове смрти, 1521. године, одлази за Падову. Године 1521. је прихватио да буде на челу канцеларије за историју у Венецији да би 1529. године почео да пише историју града. Такође је радио као библиотекар катедрале св. Марка. Кардинал је постао 1539. године и вратио се у Рим, гдје се посветио теологији и историји антике. 
Бембо је у почетку писао поезију у латинском лирском стилу да би касније прешао на вернакуларни, по угледу на Петрарку. Његове директне имитације Петраркине поезије су биле врло популарне и постале познате као бембизам. Сабрано издање његове поезије на италијанском Рима је објављено 1530. године. 